# 張鎬 (嘉靖己丑進士)
張鎬（1504年—？），字叔京，號東谷，直隸真定府定州人，民籍，明朝政治人物。

## 生平
嘉靖七年（1528年）戊子科順天府鄉試第九十二名舉人。嘉靖八年（1529年）中式己丑科會試第一百十四名，登第三甲第一百零四名進士。次年授确山县知县，历官刑部郎中、大同府知府，二十三年（1544年）正月升山西按察司副使，负责營田，加升右参政銜，仍旧任，二年馀而营田之利大兴，边关榖价顿减十分之五，于是巡抚苏祐奏陈其绩，请求超擢奖赏。二十八年（1549年）三月升都察院右佥都御史、巡抚宁夏，次年九月韃虜七千馀骑由宁夏磨口石入至玉泉营，分为三部，肆掠魏信诸堡，二十九年九月巡按陕西御史姚一元弹劾，总兵吉象、巡抚张镐各奪俸半年。三十一年九月十三日鞑虏七十骑寇宁夏蒋鼎、林皋等，入堡杀二千馀人，掠头畜以万计，十二月御史姚一元再次弹劾宁夏文武官员，因揭发张镐奸赃状，上命革镐职，回籍听勘。

## 家族
曾祖張通；祖父張祥；父張憲，母傅氏。具庆下，兄金、弟镃、鑰、铨、録。